# Championnat d'Irlande du Nord de football 1925-1926
Navigation
Édition précédente Édition suivante
Le trente-deuxième Championnat d'Irlande du Nord de football se déroule en 1925-1926. Il reste à 12 clubs sans système de promotion/relégation. 
Un an après son retour dans le championnat, Belfast Celtic est de nouveau champion. C’est son quatrième titre. N’étant pas en reste le club catholique de Belfast gagne aussi la Coupe d'Irlande du Nord de football contre Linfield et réalise ainsi le doublé.

## Les 12 clubs participants
- Ards FC
- Barn Carrickfergus
- Belfast Celtic
- Cliftonville FC
- Distillery FC
- Glenavon FC
- Glentoran FC
- Larne FC
- Linfield FC
- Newry Town
- Queen's Island FC
- Portadown FC

## Classement
| Rang | Équipe             | Pts | J  | G  | N | P  | Bp | Bc | Diff |
| ---- | ------------------ | --- | -- | -- | - | -- | -- | -- | ---- |
| 1    | Belfast Celtic     | 33  | 22 | 16 | 1 | 5  | 52 | 38 | +14  |
| 2    | Glentoran FC       | 30  | 22 | 13 | 4 | 5  | 53 | 31 | +22  |
| 3    | Larne FC           | 27  | 22 | 11 | 5 | 6  | 45 | 33 | +12  |
| 4    | Ards FC            | 26  | 22 | 11 | 4 | 7  | 56 | 42 | +14  |
| 5    | Distillery FC      | 25  | 22 | 10 | 5 | 7  | 37 | 35 | +2   |
| 6    | Queen's Island FC  | 23  | 22 | 9  | 5 | 8  | 42 | 37 | +5   |
| 7    | Glenavon FC        | 23  | 22 | 10 | 3 | 9  | 36 | 37 | -1   |
| 8    | Linfield FC        | 21  | 22 | 8  | 5 | 9  | 47 | 46 | +1   |
| 9    | Portadown FC       | 21  | 22 | 7  | 7 | 8  | 43 | 41 | +2   |
| 10   | Newry Town         | 15  | 22 | 5  | 5 | 12 | 33 | 53 | -20  |
| 11   | Cliftonville FC    | 14  | 22 | 4  | 6 | 12 | 29 | 39 | -10  |
| 12   | Barn Carrickfergus | 6   | 22 | 2  | 2 | 18 | 25 | 66 | -41  |

|  | Champion d'Irlande du Nord |
|  | Relégation                 |

## Bilan de la saison
| Tableau d'Honneur                         |                |
| Compétition                               | Vainqueur      |
| Championnat d'Irlande du Nord de football | Belfast Celtic |
| Coupe d'Irlande du Nord de football       | Belfast Celtic |

| Promotions et relégations |       |
| Relégués                  | Aucun |
| Promus                    | Aucun |